# Јаков Остојић
Јаков Остојић (Ђурђевића Тара, код Жабљака, 1878 – Жабљак, 24. децембар 1942), учесник Народноослободилачке борбе и народни херој Југославије.

## Биографија
Родио се 1878. године у Ђурђевића Тари код Жабљака у сиромашној сељачкој породици. Када му је било 27 година преселио се у Америку где је радио као физички радник, али се након седам година вратио у Црну Гору. Борио се у Балканским ратовима и Првом светском рату. Када је Црна Гора капитулирала борио се против окупаторске власти као комита до 1918. године. По завршетку рата постао је члан КПЈ. Био један од главних организатора партијских ћелија све до доношења Обзнане.
Када је почео Други светски рат, иако је имао већ 63 године био је један од најактивнијих комуниста који су се бавили припремом устанка. Учествовао је у разоружавању Италијана на Жабљаку и у борби на Крнову. Као угледни члан свог места, постао је први председник Општинског народноослободилачког одбора који је формиран у Жабљаку у октобру 1941. године. У фебруару 1942. је формиран народноослободилачки одбор за дурмиторски срез а Јаков је постао његов први председник. Након повлачења партизана у Босну, остао је на територију среза као илигелац. У децембру 1942. године са двојицом илегалаца опкољен је од стране четника и убијен.
Указом председника ФНР Југославије Јосипа Броза Тита, 27. новембра 1953. године, проглашен је за народног хероја.